# 安多弗 (纽约州)
安多弗（英語：Andover）是位于美国纽约州阿利根尼县的一个镇，地处该县的最东端。2010年美国人口普查时，该镇有1830人。其面积为39.4平方英里。